# Dominique de Villepin
Dominique Marie François René Galouzeau de Villepin (n. 14 noiembrie 1953, Rabat) este un om politic, diplomat, scriitor și avocat francez. Între 31 mai 2005 și 17 mai 2007 a deținut funcția de premier al Franței.
S-a născut la Rabat (Maroc). Tatăl său, Xavier de Villepin, a fost ambasador și senator de centru ales de francezii din străinătate până în septembrie 2004.
Din punct de vedere politic, are o legătură cu Jacques Chirac din anii 1980. Villepin nu a fost numit niciodată în vreo funcție prin vot popular, în schimb a declarat în 2005 că nu exclude candidatura sa în contextul alegerilor prezidențiale din 2007.
Cunoscător al istoriei lui Napoleon Bonaparte, el a publicat o serie de texte despre acesta, printre care și cartea "Cele cinci zile", care relatează perioada în care împăratul a reobținut puterea după ce a evadat din exil.

## Parcurs

### Carieră profesională
Dominique de Villepin a studiat la Institutul de Studii Politice din Paris și a frecventat cursurile ENA (École nationale d'administration) (promoția Voltaire). Este licențiat în drept și litere. După terminarea studiilor, Villepin a îmbrățișat o carieră în diplomație. Funcțiile deținute de către el au fost:
- Secretar pentru afaceri africane (1980-1984)
- Consilier secund în cadrul Ambasadei Franței la Washington (1984-1989)
- Consilier în cadrul Ambasadei Franței la New Delhi (1989-1992)
- Director adjunct pentru probleme africane la Paris (1992-1993)

### Cariera de ministru
- 1993-1995 : director al cabinetului Ministrului Afacerilor Externe Alain Juppé.
- mai 1995 - mai 2002: secretar general al Președinției.
- mai 2002 - martie 2004: Ministru al Afacerilor Externe.
- 31 martie 2004: Ministru de Interne
- 31 mai 2005: Prim-ministru, numit după eșecul referendumului despre Constituția Europeană, ca înlocuitor al lui Jean-Pierre Raffarin.

## Citate
"Varianta războiului pare la prima vedere cea mai rapidă. Dar să nu uităm că odată câștigat războiul, va fi necesară reconstrucția țării" (în consiliul de securitate al ONU la 14 februarie 2003 înainte de invadarea Irakului de către forțele Coaliției, căreia i s-a opus în numele Franței, cu sprijinul lui Joschka Fischer).